# (I’ll Never Be) Maria Magdalena
(I’ll Never Be) Maria Magdalena ist ein Lied von Sandra aus dem Jahr 1985, das von Michael Cretu, Hubert Kah, Markus Löhr und Richard Palmer-James geschrieben wurde. Im Dezember 1985 erschien es auch auf dem Album The Long Play.

## Inhalt
Besungen wird eine Beziehung, die zu scheitern droht, weil die weibliche Partnerin auch anderen amourösen Abenteuern nachgeht. Das Lied und sein Titel spielt auf die Person der Maria Magdalena an, also der Begleiterin Jesu, die in späteren Darstellungen als Prostituierte galt. Im Gegensatz dazu hält die im Lied besungene Frau jedoch an anderen Beziehungen fest und führt zugleich ein Leben in völliger sexueller Freiheit.

## Geschichte
(I’ll Never Be) Maria Magdalena wurde als Single im März 1985 veröffentlicht. Im Sommer wurde es ein Nummer-eins-Hit in Ländern wie Deutschland, Österreich, Schweiz, den Niederlanden, Schweden und Norwegen. In Schweden wurde der Song die erfolgreichste Single einer Solo-Künstlerin bis dahin. Insgesamt erreichte das Lied in 21 Ländern die Spitze der Charts und verkaufte sich weltweit über fünf Millionen Mal.
Das Lied auf der 7″-Single ist 3:58 Minuten lang; eine 5:55 Minuten lange Version erschien auf dem Album The Long Play. Auf der B-Seite der Single befindet sich das Instrumental Party Games. Es gibt auch eine 7:13 Minuten lange Extended Version, die auf der 12″-Maxi veröffentlicht wurde. Genau wie In the Heat of the Night erschien der Song auf jedem Kompilationsalbum von Sandra, befindet sich jedoch auf den Alben My Favourites und Reflections als Remix. Der Backgroundgesang stammt von Hubert Kah, der auch den Refrain komponierte.
Am 30. November 1985 führte Sandra den Song bei Peters Pop Show vor einem internationalen Publikum auf.
Im Frühjahr 1993 erschien von Sandra in einer zeitgemäßen Version des Liedes im Techno-Gewand mit dem Namen (I’ll Never Be) Maria Magdalena ’93. Es gab hiervon verschiedene Versionen, unter anderem einen 6:01 Minuten langen Club-Mix. Eine 3:58 Minuten lange Version erschien auf der Bravo Hits 3.

## Musikvideos
Es gibt zwei Musikvideos zum Song. Regisseur des Originalvideos 1985 war Michael Leckebusch. Es zeigt Sandra mit den Musikern ihrer Band auf einer recht kleinen Bühne. Beim Video zum Remix von 1993 führte Marcus Adams die Regie. Die Sängerin ist in einer alten Industriehalle mit vielen Tänzern zu sehen.

## Coverversionen
- 2007: Soraya Arnelas
- 2011: Visions of Atlantis